# Forum Medicum
Forum Medicum är byggnad i Lund vid Lunds Universitet som nyttjas av den medicinska fakulteten. Forum Medicum byggdes som en utökning av biomedicinskt centrum (BMC). Forum Medicum omfattar 21 000 kvadratmeter, varav 12 000 är nybyggda. Byggnaden innebär en integration av aktiviteten som tidigare skedde vid BMC och Health Sciences Center (HSC). Utbildning, forskning och arbete inom medicin, arbetsterapi, audiologi, biomedicin, fysioterapi, hälsoekonomi, logoped och omvårdnad bedrivs i byggnaden, totalt omfattandes 4 000 personer. Byggstart var 2020 och invigningen skedde vid starten av höstterminen 2023.